# ديفيد ماسون
ديفيد ماسون (بالإنجليزية: David Mason)‏‏ (11 ديسمبر 1954 في بيلينغام - ) كاتب، وشاعر، وكاتب مقالات، وروائي، وأخصائي في الأدب من الولايات المتحدة.

## الجوائز
- منحة فولبرايت